# Ферма (Павловск)

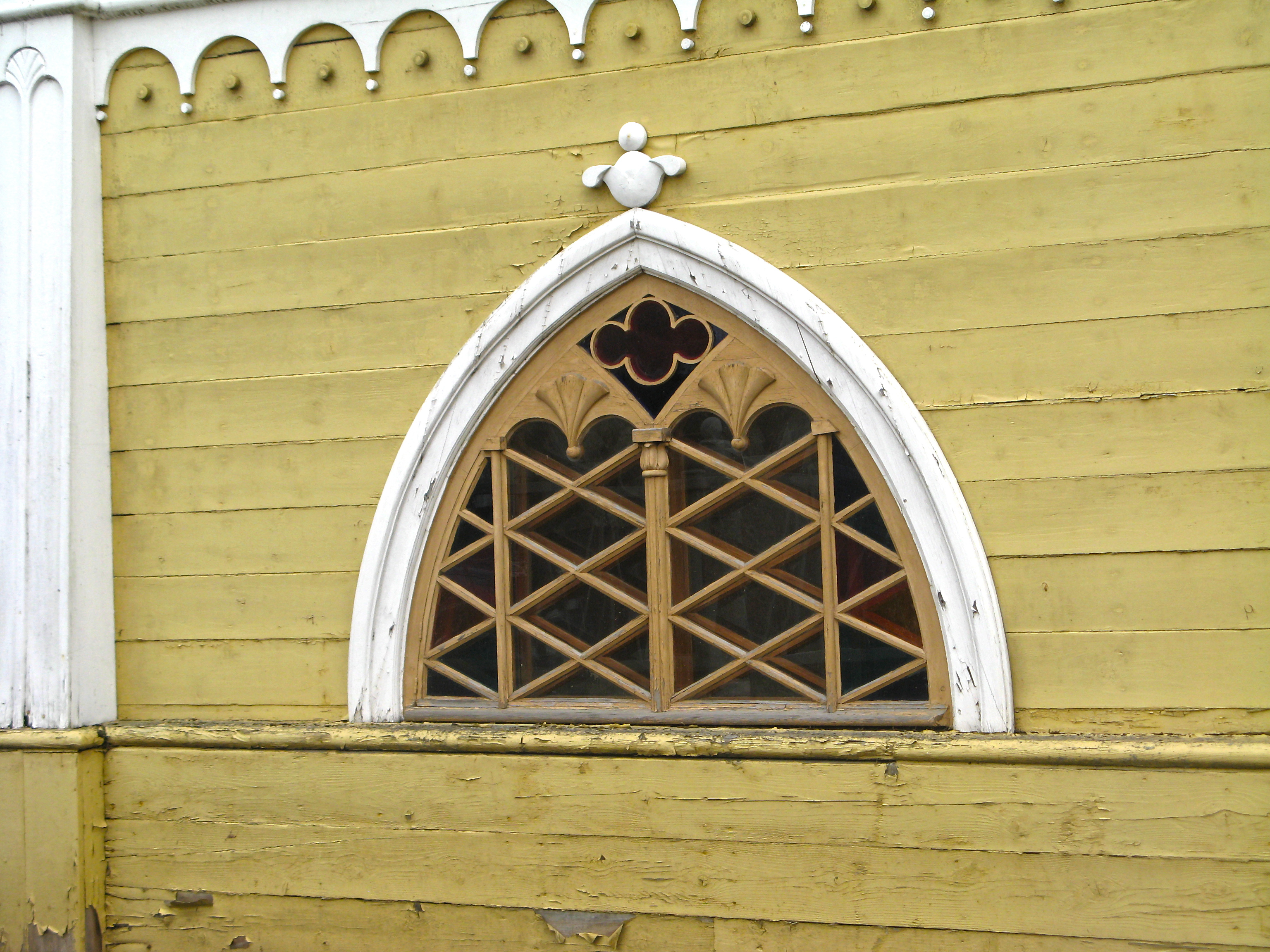
Окно первого этажа

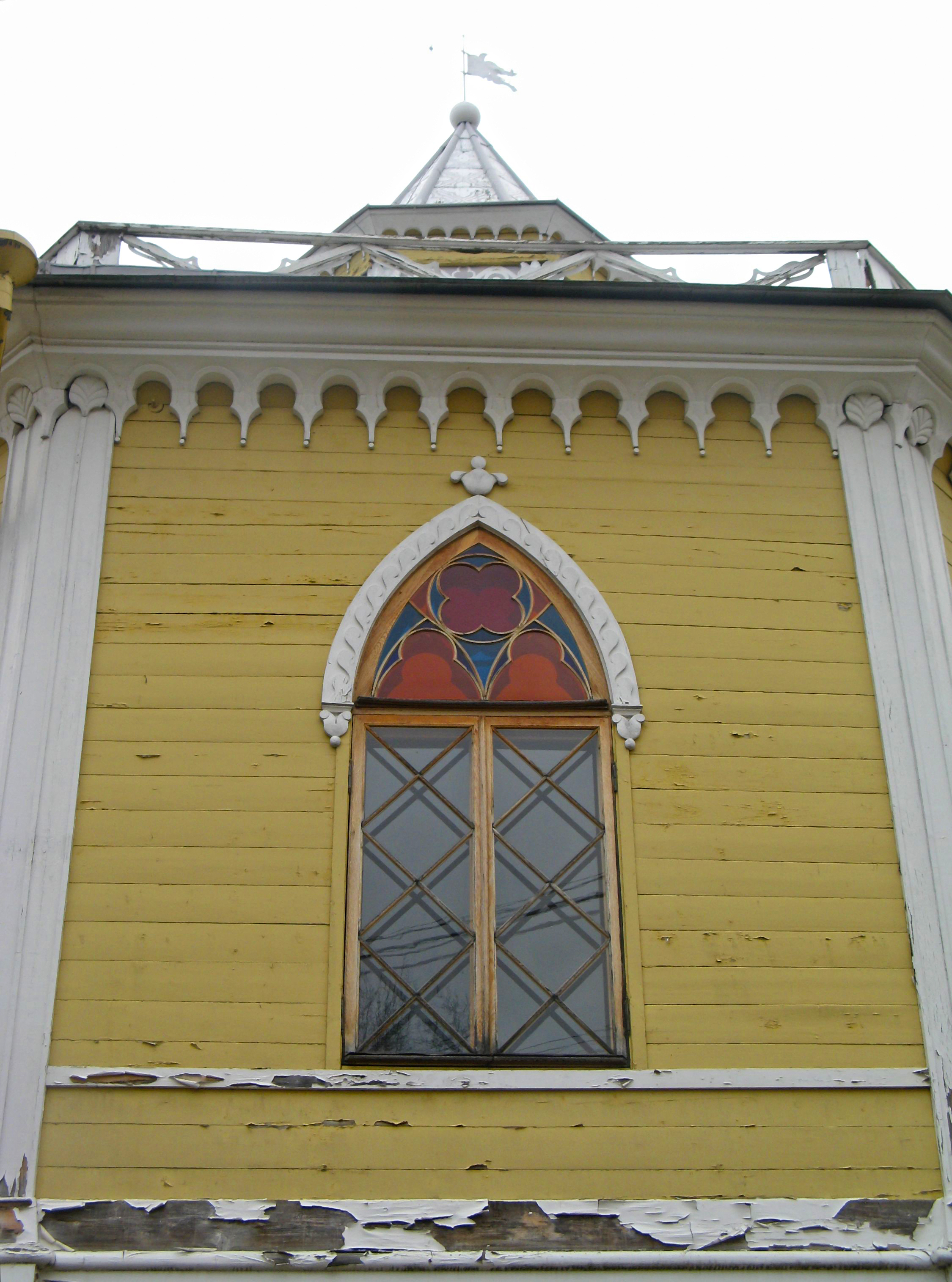
Окно второго этажа

Ферма  — памятник архитектуры. Расположен в посёлке Тярлево, на Нововестинской улице, 18.
Комплекс фермы, включающий сохранившееся деревянное двухтажное здание (парадный молочный павильон), был построен в 1801 году.
Ферма была построена для содержания животных, ранее живших в Молочном домике. На приобретённых для неё за 8000 рублей землях бывшей дачи Кантакузена А. Н. Воронихин частично перестроил ранее существовавшие сооружения, частично построил новые (птичник, конюшни, ледник, пруд). Служебные постройки были выдержаны в стиле русского деревянного зодчества, парадный павильон оформлен в духе классицизма. Мария Фёдоровна завела здаесь образцовое молочное хозяйство, из павильона рассылались молочные продукты гуляющим по парку, здесь она вела дневник.
Внутри павильона сохранилась дубовая лестница из отделки Воронихина, украшенная колоннами дорического ордера.
В 1820 году Карл Росси создал проект перестройки главного павильона, украсив восьмигранной башней-бельведером и стрельчатыми окнами. Проект был реализован в 1834 году, после того, как сооружения стали ветхими и потребовали ремонта. В духе готики были оформлены наличники, карниз и входная дверь, новая роспись была сделана Б. Медичи. В павильоне было пять комнат с полукруглыми окнами на первом этаже и две на верхнем, причём одно из верхних помещений было восьмигранным, а окна другого были украшены цветными стёклами.
До революции здание сдавали в аренду дачникам, позднее то же делал музей «Павловск». В 1950 году один из арендаторов организовал в павильоне цех по варке мыла, что сильнее, чем война, повредило настенную роспись. В 1985 году по решению Ленгорисполкома институт имени Попова по проекту «Ленпроектреставрации» отреставрировал здание с организацией в нём базы отдыха. В 1995 году владельцем здания стал Русский музей, который сначала планировал ещё одну реставрацию и использование под базу отдыха, а в 2011 году анонсировал обустройство в павильоне детской школы раннего развития.